# Francis Ogola
Francis Ogola (Lira, 1973. július 1. –) ugandai atléta, fő versenyszáma a 400 méteres síkfutás volt.
Egyéni legjobbja 200 méteren 21.03 (1995-ből), 400 méteren 45.47 (1993-ból).

## Legjobb eredményei
| év   | esemény         | helyszín | versenyszám | eredmény |
| ---- | --------------- | -------- | ----------- | -------- |
| 1991 | Afrikai Játékok | Kairó    | 400 m       | 3.       |
| 1992 | junior vb       | Szöul    | 400 m       | 3.       |